# Sphaerolaimus abyssorum
Sphaerolaimus abyssorum is een rondwormensoort uit de familie van de Sphaerolaimidae. De wetenschappelijke naam van de soort is voor het eerst geldig gepubliceerd in 1933 door Allgén.